# Agence nationale de la sécurité des systèmes d’information
Die Agence nationale de la sécurité des systèmes d’information (ANSSI; deutsch Nationale Agentur für Sicherheit der Informationssysteme) ist eine französische Behörde, die für die Informationssicherheit zuständig ist. Sie ist dem Secrétariat général de la défense et de la sécurité nationale (SGDSN) angegliedert, das direkt dem französischen Premierminister untersteht und hat ca. 250 Mitarbeiter.

## Geschichte
Die ANSSI wurde durch das décret n° 2009-834 vom 7. Juli 2009 gegründet und ging aus der 2001 gegründeten Direction centrale de la sécurité des systèmes d’information (DCSSI) hervor, der Nachfolgerin des 1986 gegründeten Service central de la sécurité des systèmes d’information (SCSSI).

## Organisation
Die ANSSI besteht aus vier Abteilungen:
- Das Centre opérationnel de la sécurité des systèmes d’information (COSSI)[4]
- Die Sous-direction Expertise (SDE)[5]
- Die Sous-direction Systèmes d’information sécurisés (SIS)[6]
- Die Sous-direction Relations extérieures et coordination (RELEC)[7].